# Sulfur
Sulfur è un singolo del gruppo musicale statunitense Slipknot, pubblicato il 22 maggio 2009 come quarto estratto dal quarto album in studio All Hope Is Gone.

## Descrizione
Terza traccia di All Hope Is Gone, Sulfur ricorda uno stile con tendenze simili al thrash metal, con abbondante uso del doppio pedale e della tecnica del palm muting. Da segnalare anche i riff di chitarra che sfociano negli assoli di percussioni eseguiti da Joey Jordison.

## Video musicale
Il videoclip, messo in rotazione il 18 aprile 2009 in anteprima alla pubblicazione del singolo nelle radio, è stato girato nei dintorni di Los Angeles, e mostra i nove componenti del gruppo in una stanza umida e corrosa dall'acqua. Sulle loro teste campeggia una formazione rocciosa di zolfo (in inglese, appunto, sulfur).

## Tracce
Download digitale
1. Sulfur (Radio Mix) – 4:03

CD promozionale (Europa)
1. Sulfur (Radio Mix - Edit) – 4:01
2. Sulfur (Radio Mix) – 4:37

## Formazione
- (#0) Sid Wilson – giradischi
- (#1) Joey Jordison – batteria, percussioni
- (#2) Paul Gray – basso
- (#3) Chris Fehn – percussioni, cori
- (#4) Jim Root – chitarra
- (#5) Craig Jones – tastiera, campionatore
- (#6) Shawn Crahan – percussioni, cori
- (#7) Mick Thomson – chitarra
- (#8) Corey Taylor – voce

## Classifiche
| Classifica (2009)             | Posizione massima |
| ----------------------------- | ----------------- |
| Stati Uniti (mainstream rock) | 18                |